# ダレル・ハフ
ダレル・ハフ（Darrell Huff、1913年7月15日 - 2001年6月27日）は、アメリカ合衆国の作家。1954年に出版され、半世紀以上にわたりベストセラーとなっている『統計でウソをつく法』（How to Lie with Statistics）の著者として知られている。
アイオワ州に生まれ、アイオワ大学で学ぶ。作家になり著述活動に専念する前は、『ベター・ホームズ・アンド・ガーデンズ』（Better Homes and Gardens）および『リバティー』（Liberty）という雑誌の編集者であった。
ハフはフリーランサーとして、ハウツー物の優れた記事を多数手がけ、また60本以上もの著作を執筆した。著作の多くは家事に関連するものであった。晩年はカリフォルニアで過ごした。
ハフの最たる功績は、深淵で実用的な統計の概念を学生世代の青年達に平滑な文体で紹介したことだと言われる。その上、彼は複雑な数学の概念の教授を緩和させることにも大きく寄与した。
ハフの著作は22の言語で翻訳され、世界中で教材として使われており、中でも最も有名な著作である『統計でウソをつく法』は、今なお多数の言語版に翻訳されている。

## 著書
- 『統計でウソをつく法―数式を使わない統計学入門』（高木秀玄訳 1968/7/24 講談社ブルーバックス ISBN 4-06-117720-6）
- 『確率の世界―チャンスを計算する法』（国沢清典訳 1967/10 講談社ブルーバックス ISBN 4-06-117709-5）